# Jerzy Ćmak
Jerzy Roman Ćmak (ur. 27 listopada 1927 w Drugni, zm. 3 kwietnia 2018 w Kielcach) – polski leśnik, prof. dr hab., twórca i pierwszy kustosz Muzeum Świętokrzyskiego Parku Narodowego.

## Biografia
W latach 1943–1944 był łącznikiem w oddziałach partyzanckich Armii Krajowej, pracował wówczas w Nadleśnictwie Pierzchnica. W 1948 ukończył II Liceum Ogólnokształcące im. Jana Śniadeckiego w Kielcach, w 1952 studia inżynierskie na Wydziale Leśnym Szkoły Głównej Gospodarstwa Wiejskiego w Warszawie, w 1953 otrzymał na tej uczelni stopień magistra nauk agrotechnicznych. Od 1953 pracował w Świętokrzyskim Parku Narodowym, kolejno jako leśniczy i kierownik założonego przez siebie muzeum, od 1955 jako jego kustosz. W 1961 obronił pracę doktorską na Uniwersytecie Marii Curie-Skłodowskiej w Lublinie. Od 1963 był zastępcą dyrektora ŚPN, od 1972 kierował powstałą tam stacją naukowo-badawczą.
Od 1973 pracował równocześnie w Wyższej Szkole Pedagogicznej w Kielcach. W 1976 otrzymał stopień doktora habilitowanego nadany przez SGGW. W latach 1975–1978 i 1985-1987 był prodziekanem Wydziału Matematyczno-Przyrodniczego WSP w Kielcach. W 1988 otrzymał tytuł profesora. W tym samym roku został kierownikiem Zakładu Biologii Ogólnej i Ochrony Przyrody kieleckiej uczelni. 
Był działaczem Ligi Ochrony Przyrody, w latach 1975-1995 prezesem zarządu Ligi Ochrony Przyrody w Kielcach, członkiem honorowym tej organizacji.
W 1987 został odznaczony Krzyżem Kawalerskim Orderu Odrodzenia Polski, był także odznaczony Medalem Komisji Edukacji Narodowej. 
Pochowany na Cmentarzu Komunalnym I w Kielcach.